# 帕哈苏
帕哈苏（Pahasu）是印度北方邦布兰德舍赫尔县的一个城镇。总人口17116（2001年）。

## 人口
该地2001年总人口17116人，其中男性8999人，女性8117人；0—6岁人口2978人，其中男1548人，女1430人；识字率47.79%，其中男性为56.95%，女性为37.62%。